# 1944 (песма)
1944 (срп. Хиљаду деветсто четрдесет четврта) песма је коју је написала и коју изводи украјинска певачица Џамала. Овом песмом је представљала Украјину на Песми Евровизије 2016, те победила освојивши укупно 534 поена.‍‍
Музички спот за песму је објављен 21. септембра 2016. године.‍

## Позадина и текст
Текст песме 1944 описује депортацију Кримских Татара коју је 1940-их година спроводио Совјетски Савез под вођством Јосифа Стаљина, због њихове наводне сарадње са Нацистима.‍ Џамала је била посебно инспирисана причом своје прабаке Назилкане, која имала око 25 година када су је заједно са њених петоро деце депортовали у забачене делове средње Азије. Једна од њених ћерки није преживела путовање.‍‍‍‍ Џамалин прадеда се борио у Другом светском рату на страни тадашње Црвене армије, па тако није могао да заштити своју породицу.‍ Такође, песма је изашла усред поновне репресије Кримских Татара након Руске анексије Крима, како је већина Кримских Татара одбила да прихвати припајање.
Рефрен песме се пева на кримскотатарском језику и чине га речи из кримскотатарске народне песме Ey, güzel Qırım коју је Џамала чула од своје прабаке, што симболизује губитак младе особе која је спречена да живи у својој домовини.‍ У песми се може чути инструмент дудук који свира Арам Костандијан,‍ као и коришћење певачког стила под именом мугам.‍

## Национални избор и Песма Евровизије
Украјина се повукла са Песме Евровизије 2015, као разлог наводећи недостатак новца.‍ После одлуке да се врати на такмичење године 2016, започет је процес одабира представника Украјине; у сарадњу су ушли државни јавни емитер НТКУ и приватна телевизија СТБ.‍ Џамала је најављена као један од осамнаест кандидата на такмичењу за избор украјинског националног представника. Наступила је у првом полуфиналу 6. фебруара 2016. године, када побеђује и по оценама жирија и по гласовима публике, пролазећи тако у финале у Украјини.‍ У финалу одржаном 21. фебруара завршила је на другом месту по оценама жирија и првом по гласовима публике, чиме дели пласман са Хардкисом и њиховом песмом Helpless (срп. Беспомоћни). Међутим, Џамала је проглашена победницом зато што телегласање има предност над оним жирија.‍ Добила је 37,77% од више од 382.000 гласова публике.‍
Џамала је представљала Украјину на Песми Евровизије 2016, наступајући у другој половини другог полуфинала.‍ 1944 је прва песма на Евровизији која има текст (део текста) који је на кримскотатарском језику. У финале је ушла освајајући други најбољи резултат у телегласању и друго место по оценама жирија.

### Песма Евровизије
Песма је победила на Песми Евровизије 2016, освојивши укупно 534 поена, чиме је оборен претходни рекорд који је поставио Александер Рибак својом песмом Fairytale на Песми Евровизије 2009. (он је тада освојио 387 поена).‍
Национални жири је са 320 поена као учесника са најбољом песмом изабрао Аустралију, док је публика са 361 поеном као победника изабрала Русију. Резултат телегласања Украјини је донео 323 поена, што је након сабирања са 211 поена од оцена жирија било довољно за прво место, и то са свеукупним резултатом од 534 поена, Аустралијом на другом те Русијом на трећем месту.

### Оптужбе за политизацију
У интервјуу који је фебруара 2016. године дала за Гардијан, Џамала је рекла да ју је песма такође подсећала на њен породични живот на данашњем Криму, тврдећи како су од Руске анексије Крима 2014. године „Кримски Татари на окупираној територији”;‍ текст песме, међутим, не помиње ову анексију.‍ Правила Евровизије забрањују текстове песама који би могло да се опишу као „политички садржај”.‍‍
Непосредно након одабира ове песме, неки руски политичари — као и власти на Криму — оптужили су украјинске органе власти да се песма користи за „напад на Русију” и „истицање трагедије Татара да би се европским гледаоцима створила лажна слика наводног срамоћења Татара на руском Криму”.‍
У твиту који је 9. марта 2016. године поставила Европска радиодифузна унија, речено је да ни наслов ни текст песме не садржи „политички говор” те тако не крши ниједно од правила Евровизије, чиме је допуштено да песма остане на такмичењу.‍
НАТО је 17. маја 2016. године честитао Џамали за победу на Песми Евровизије, и то преко видеа на свом Јутјуб каналу.‍‍ Интересантно је да су неки тренутно левичарски српски медији Евросонг 2016. назвали политичком а не музичком манифестацијом, прозвавши овогодишњи жири „НАТО жиријем” и два дана пре него што је сам НАТО објавио своје поруке честитке, а такође и оштро искритиковали одабир ове песме као најбоље од стране српског националног жирија РТС-а како је према грађанима Србије а и публике из целог света најбоља песма била песма руског представника Сергеја Лазарева под именом .‍‍‍
Југословенска икона новог таласа и двострука учесница Евросонга Слађана Милошевић рекла је следеће:
| „ | Сматрам да је било која област наших живота политизована и да је одувек и била таква. Увек ће се користити да се поведу масе, да се изазову одређена расположења, одређена стања свести. Манипулација је присутна од када постоје маркетинг и пи-ар. И Евровизија и музика и уметност могу да послуже да се дође до одређеног циља, јер је огромна количина информација у протоку и она се може усмеравати сходно нечијим жељама. | ” |

Легенда српског рокенрола Бора Ђорђевић изјавио је следеће:
| „ | То такмичење је изгубило сваки такмичарски смисао, овог пута је политички потпуно јасна одлука. Ако је то такмичење певача и песама, онда треба то и да остане, а не политичко препуцавање ЕУ и Русије. | ” |

Европска радиодифузна унија рекла је да ће наводно да размотри онлајн петицију којом око 400.000 људи тренутно тражи да се ревидирају резултати такмичења 2016. године.‍‍ Главни циљеви петиције коју је на америчком сајту change.org направио Јерменац Артур Хованисјан су да се Џамали одузме статус победника односно Украјина дисквалификује са такмичења 2016, затим да се одабере нови победник овог такмичења (Аустралија, Русија или неко други), те да се поново промени систем гласања тако да од 2017. године одлука о победнику буде више зависила од публике а мање од жирија.‍

## Критички пријем
Пре финала на украјинском националном избору, песма 1944 је добила 8,33/10 поена од жирија евровизијског блога Вивиблогс,‍ што је најбоља оцена међу шест финалиста у Украјини.‍

## Албуми
| №  | Назив | Трајање |  |
| 1. | 1944  | 3:00    |  |

| №               | Назив           | Трајање |  |
| 1.              | 1944            | 3:00    |  |
| 2.              | Watch Over Me   | 5:47    |  |
| 3.              | Hate Love       | 3:46    |  |
| 4.              | I'm Like a Bird | 3:33    |  |
| 5.              | Thank You       | 3:22    |  |
| Укупно трајање: | Укупно трајање: | 19:28   |  |

## Табеле
| Чарт (2016)   | Максимална позиција |
| ------------- | ------------------- |
| Аустрија (Ö3 Austria Top&nbsp;40)‍   | 54                  |
| Белгија (Ultratip Flanders)‍    | 15                  |
| Мађарска (Single Top 40)‍   | 40                  |
| Русија (TopHit)‍     | 135                 |
| Украјина (FDR)‍   | 2                   |
| Финска (Suomen virallinen radiosoittolista)‍     | 64                  |
| Француска (SNEP)‍  | 49                  |
| Швајцарска (Schweizer Hitparade)‍ | 73                  |
| Шведска (Sverigetopplistan)‍    | 46                  |
| Шпанија (PROMUSICAE)‍    | 32                  |

## Историја објављивања
| Регион      | Датум             | Формат | Ознака |
| ----------- | ----------------- | ------ | ------ |
| Широм света | 12. фебруар 2016.‍ |        |        |